# فابریزیو باقریا
فابریزیو باقریا (انگلیسی: Fabrizio Bagheria؛ زادهٔ ۵ آوریل ۲۰۰۱) بازیکن فوتبال است.